# Abagrotis striata
Abagrotis striata là một loài bướm đêm trong họ Noctuidae.